# 東中野站
東中野站（日语：／ Higashi-nakano eki */?）是位於日本東京都中野區東中野，屬於東日本旅客鐵道（JR東日本）、東京都交通局（都營地下鐵）的鐵路車站。
此站有JR東日本的中央本線（只限行走緩行線的中央·總武線各站停車停靠）與東京都交通局的都營地下鐵大江戶線停靠，是轉乘站。JR東日本車站依據特定都區市內，本站屬於「東京都區內」。JR中央·總武線各站停車的車站編號是「JB 08」、都營大江戶線是「E 31」。
中央本線從此站至立川車站為長達24.7公里的直線路段。

## 历史
- 1906年（明治39年）
  - 6月14日：甲武鐵道柏木站開業，開業時只經營客運業務。
  - 10月1日：甲武鐵道被國有化，本站成為日本國鐵的車站。
- 1909年（明治42年）10月12日：制定路線名稱，本站屬中央東線（1911年起為中央本線）。
- 1917年（大正6年）1月1日：改稱東中野站。
- 1928年（昭和3年）：改建東口站房。開設西口。
- 1935年（昭和10年）：為紓減東口站前平交道（桐谷踏切）的人潮，在東側60公尺線路下新設步道。
- 1949年（昭和24年）6月1日：日本國有鐵道成立。
- 1984年（昭和59年）2月1日：暫停行李托運服務。
- 1987年（昭和62年）4月1日：國鐵分割民營化，本站由JR東日本接手經營。
- 1988年（昭和63年）12月5日：本站發生列車追撞事故，造成兩人死亡。
  - 受事故影響，JR東日本加快在首都圈地區各線引進ATS-P型自動列車停止裝置。
- 1997年（平成9年）12月19日：都營地下鐵12號線站區開業。
- 2000年（平成12年）4月20日：都營地下鐵12號線改稱大江戶線。
- 2001年（平成13年）11月18日：JR東日本的Suica智能卡系統啟用。
- 2007年（平成19年）3月18日：都營地下鐵參與的PASMO智能卡系統啟用。
- 2012年（平成24年度）8月31日：車站大樓完工。
- 2015年（平成27年）3月1日：西口站前廣場完工。
- 2018年（平成30年）3月20日：JR東日本西口業務委託化（東口在此以前已經委託化）。JR東中野站長廢除，由中野站長管理。

## 車站構造

### JR東日本
本站站房為跨站式站房。途經本站的四線鐵路只有南側的緩行線兩線設有月台，北側的快速線兩線則未設月台通過本站。緩行線月台為島式月台1面2線設計。西口、東口皆有跨站式站房。

#### 月台配置

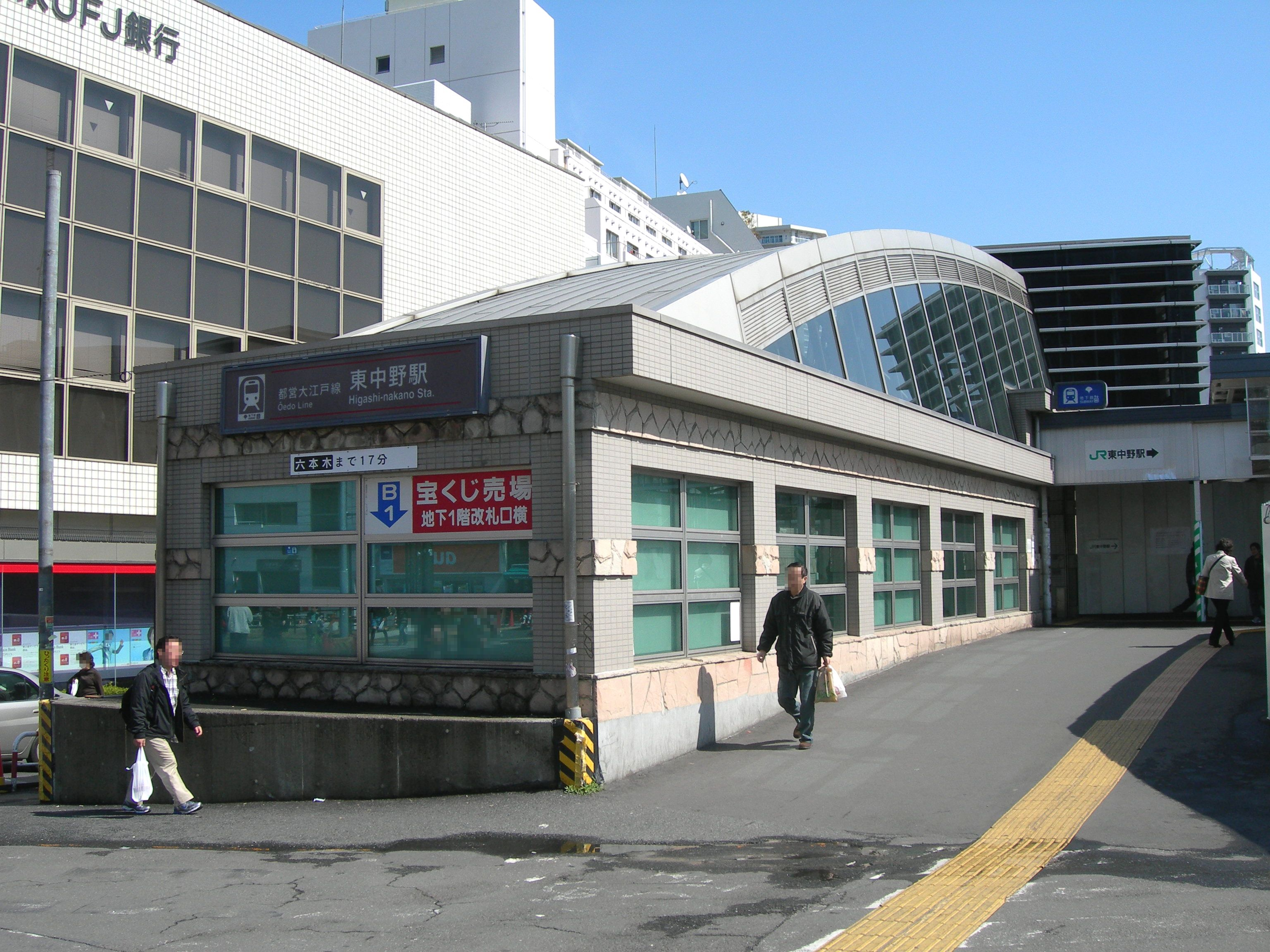
車站入口（2010年3月）
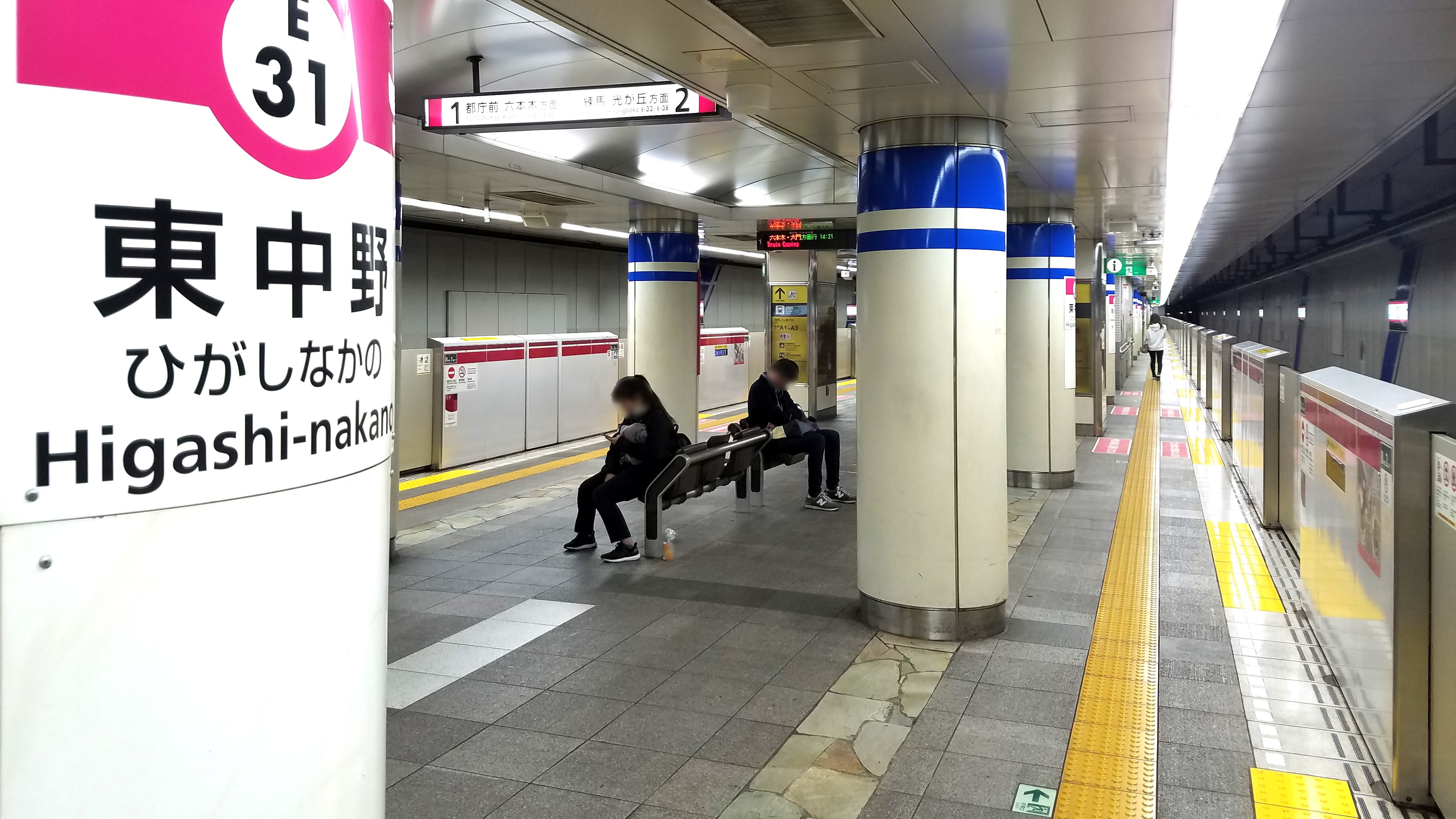
月台（2019年12月）

| 月台 | 路線                    | 方向 | 目的地                         |
| ---- | ----------------------- | ---- | ------------------------------ |
| 1    | 中央·總武線（各站停車） | 西行 | 中野、三鷹方向                 |
| 2    | 中央·總武線（各站停車） | 東行 | 新宿、御茶之水、千葉、東京方向 |

（來源：JR東日本:車站構內圖 （页面存档备份，存于））

#### 車站設備
- 剪票口有東口、西口2個。
- 東口、西口皆設有指定席售票機。
- 月台10號車附近的電梯可至西口，月台9號車附近有電扶梯連接西口。
- 月台10號車的樓梯通往西口，月台2、4號車的樓梯通往東口。
- KIOSK在西口剪票口外右側。

##### 西口
- 南側、北側的站外通道皆有階梯。
  - 南側站前到剪票口層有上行電動扶梯。
  - 北側有通道通往大江戶線、山手通。

##### 東口
- 南側、北側的站外通道皆有階梯。

#### 東中野站西口整備事業
本站由中野區與JR東日本共同進行站前廣場整備與車站大樓、地下腳踏車停車場的建設。同時進行JR西口的改良工程，直通車站大樓。車站大樓「atre vii東中野」於2012年8月31日正式開幕。

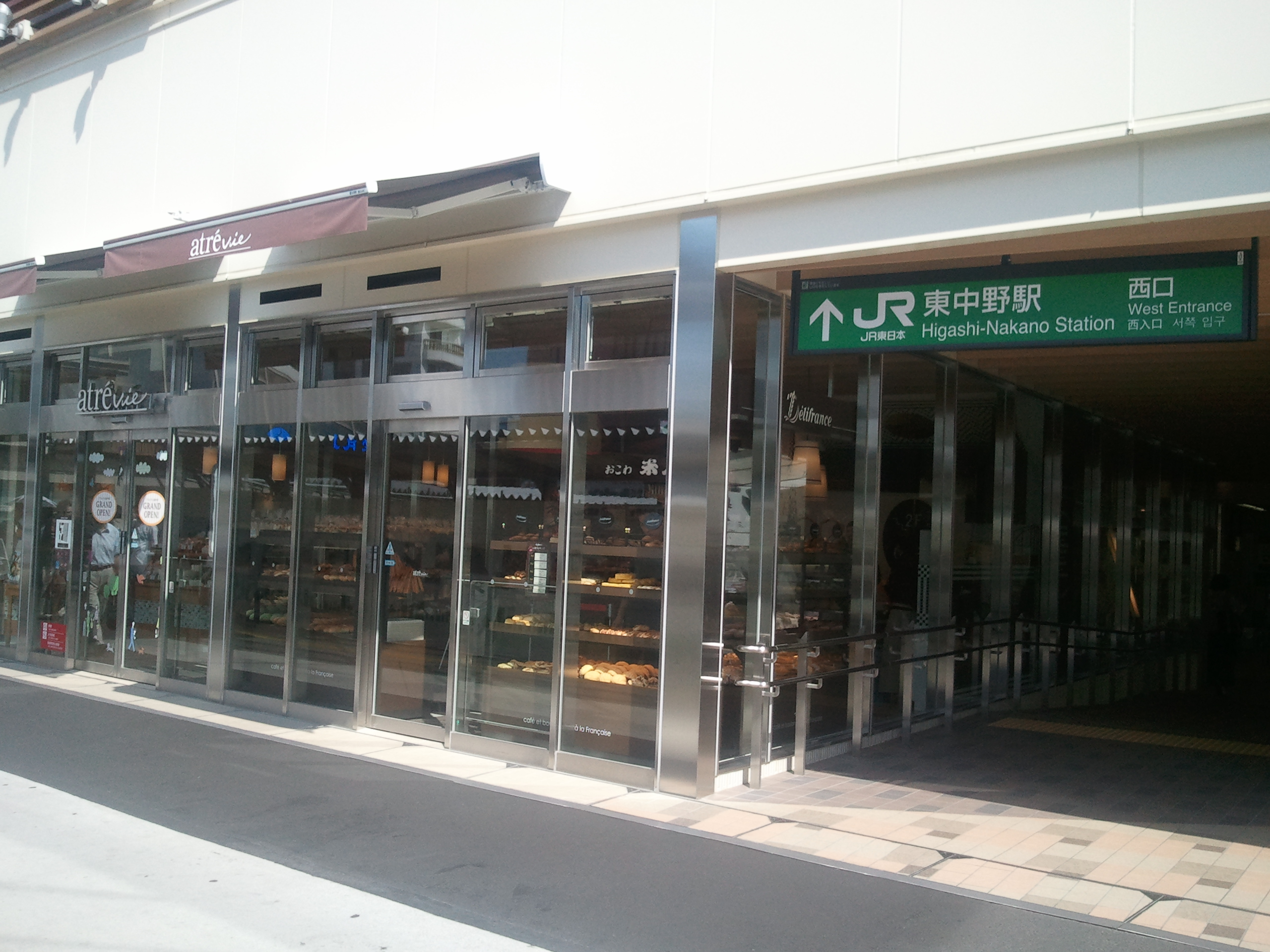
西口（2012年9月）
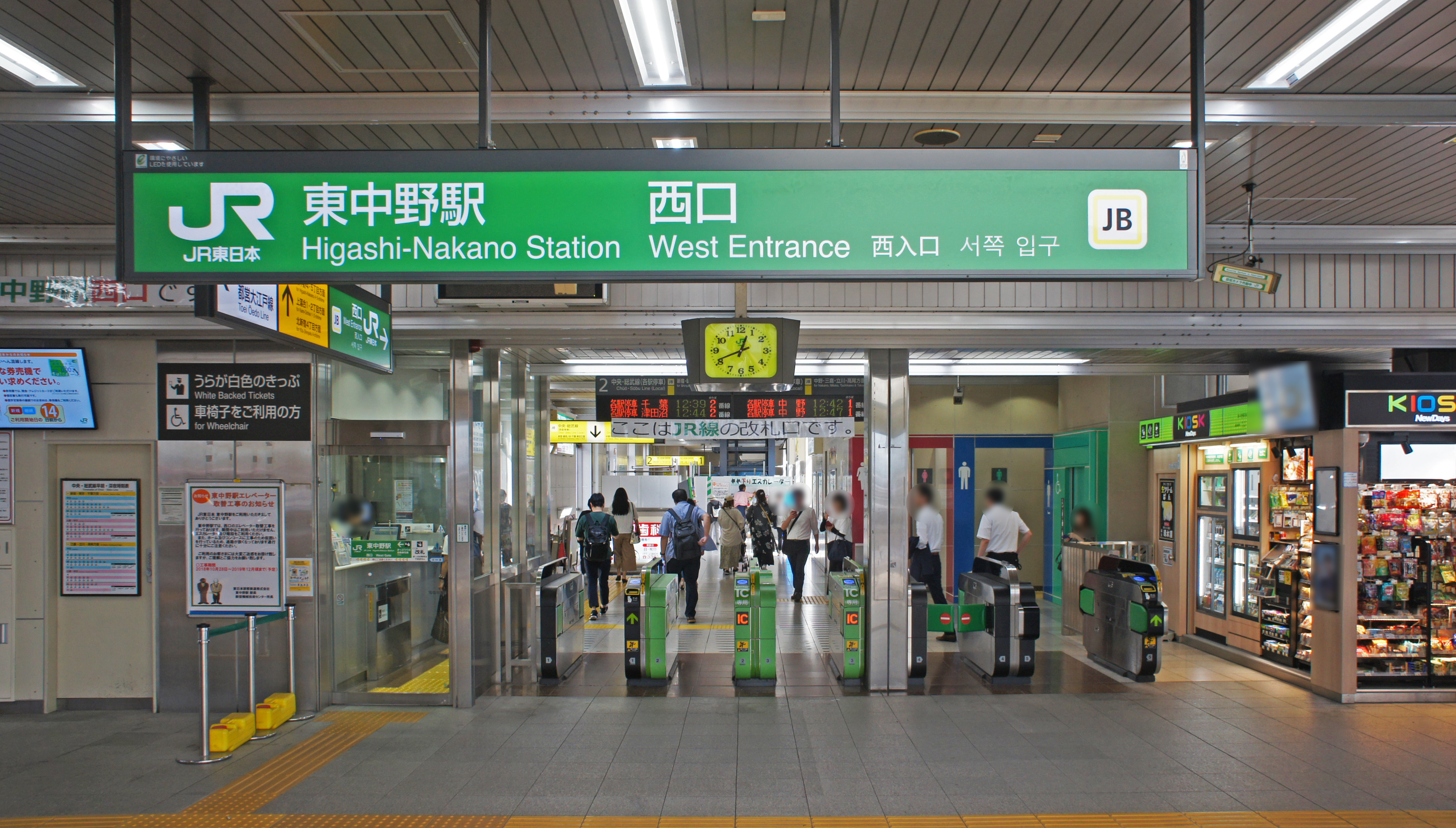
西口閘口（2019年9月）
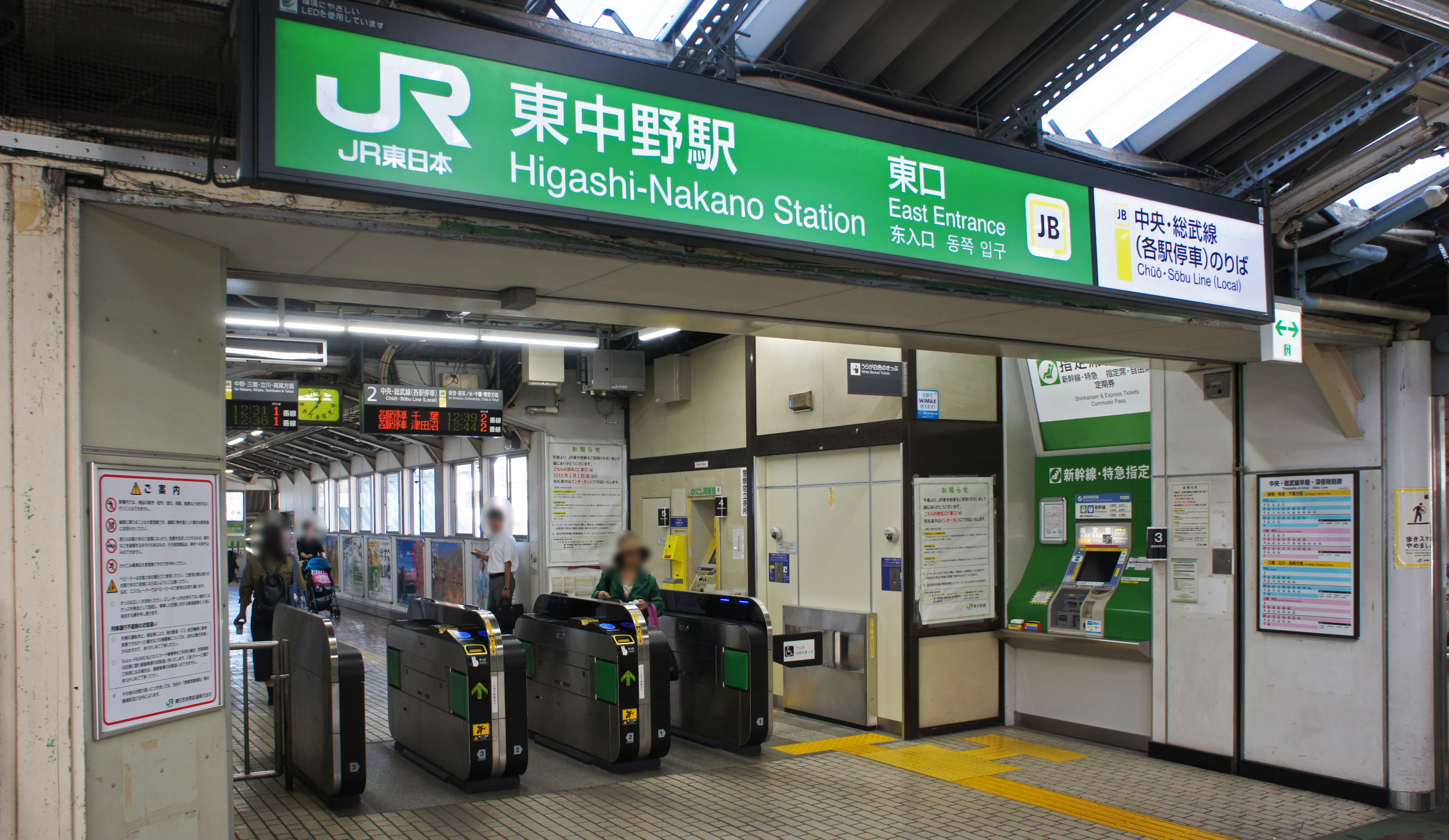
東口閘口（2019年9月）
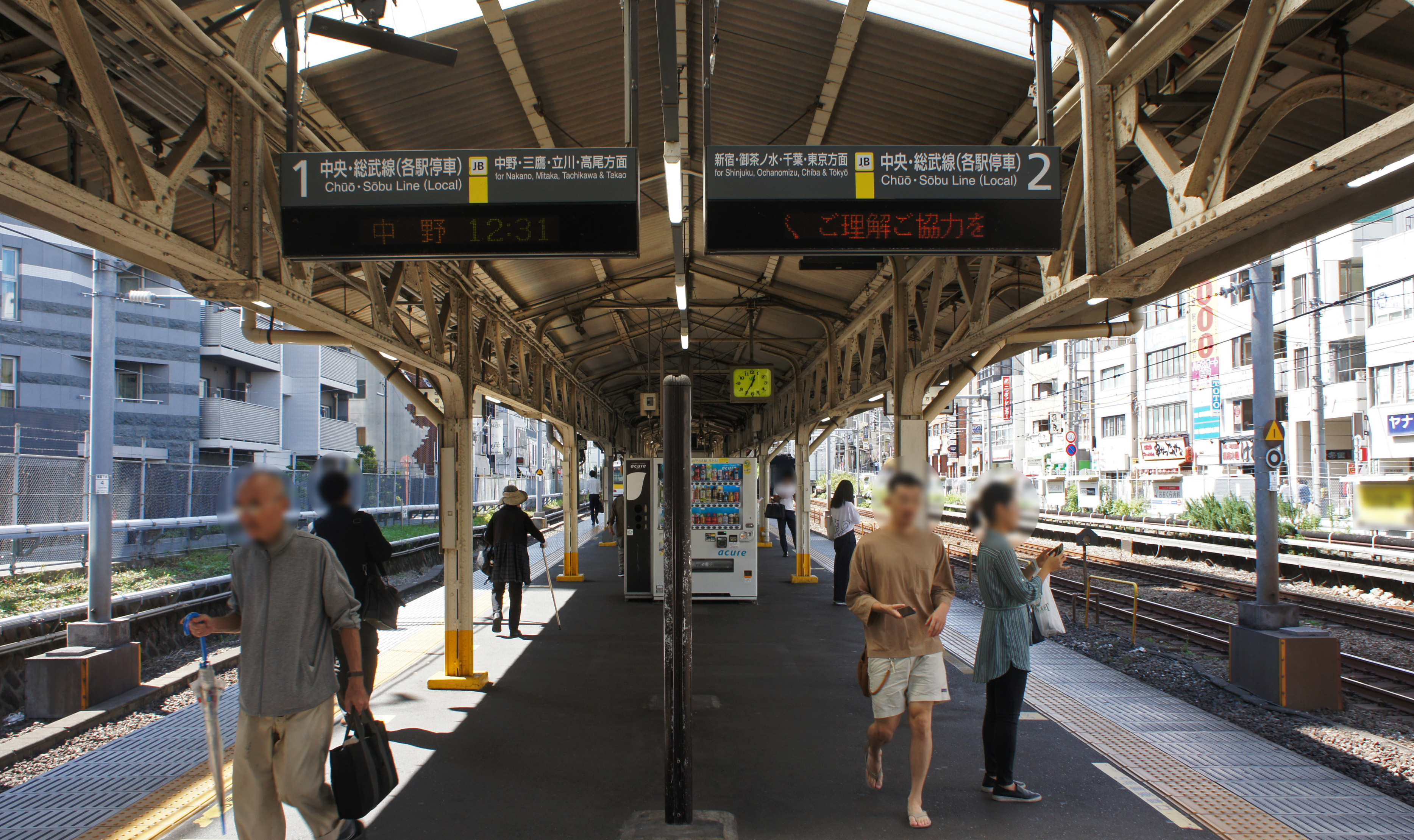
月台（2019年9月）

### 東京都交通局
本站是1面2線島式月台地下車站。
與鄰站中井站及中野坂上站一樣將月台設於首都高速中央環狀新宿線下方。

#### 月台配置
| 月台 | 路線     | 目的地                                   |
| ---- | -------- | ---------------------------------------- |
| 1    | 大江戶線 | 都廳前、六本木、（都廳前轉乘）飯田橋方向 |
| 2    | 大江戶線 | 練馬、光丘方向                           |

（來源：都營地下鐵:車站構內圖 （页面存档备份，存于））
- 車站入口（2010年3月）
- 月台（2019年12月）

## 利用狀況
- JR東日本 - 2019年度1日平均上車人次為41,200人[使用人數 1]。
- 都營地下鐵 - 2017年度1日平均上下車人次為27,933人（上車人次13,666人、下車人次14,267人）[使用人數 2]。

各年度1日平均上下車人次如下表（JR除外）。
| 年度               | 1日平均 上下車人次 | 增長率 |
| ------------------ | ------------------ | ------ |
| 2003年（平成15年） | 22,543             |        |
| 2004年（平成16年） | 22,800             | 1.1%   |
| 2005年（平成17年） | 23,218             | 1.8%   |
| 2006年（平成18年） | 23,941             | 3.1%   |
| 2007年（平成19年） | 25,269             | 5.5%   |
| 2008年（平成20年） | 25,806             | 2.1%   |
| 2009年（平成21年） | 25,624             | −0.7%  |
| 2010年（平成22年） | 25,633             | 0.0%   |
| 2011年（平成23年） | 24,553             | −4.2%  |
| 2012年（平成24年） | 25,588             | 4.2%   |
| 2013年（平成25年） | 26,583             | 3.9%   |
| 2014年（平成26年） | 26,719             | 0.5%   |
| 2015年（平成27年） | 27,533             | 3.0%   |
| 2016年（平成28年） | 27,772             | 0.9%   |
| 2017年（平成29年） | 27,933             | 0.6%   |
| 2018年（平成30年） | 27,755             | −0.6%  |

### 各年度1日平均上車人次（1900年代－1930年代）
各年度1日平均上車人次如下表。
| 年度               | 甲武鐵道 / 國鐵 | 來源              |
| ------------------ | --------------- | ----------------- |
| 1906年（明治39年） | [ 備考 1 ]      |                   |
| 1907年（明治40年） | 246             | [ 東京府統計 1 ]  |
| 1908年（明治41年） | 394             | [ 東京府統計 2 ]  |
| 1909年（明治42年） | 492             | [ 東京府統計 3 ]  |
| 1911年（明治44年） | 750             | [ 東京府統計 4 ]  |
| 1912年（大正元年） | 954             | [ 東京府統計 5 ]  |
| 1913年（大正02年） | 1,143           | [ 東京府統計 6 ]  |
| 1914年（大正03年） | 1,203           | [ 東京府統計 7 ]  |
| 1915年（大正04年） | 1,155           | [ 東京府統計 8 ]  |
| 1916年（大正05年） | 1,349           | [ 東京府統計 9 ]  |
| 1919年（大正08年） | 2,784           | [ 東京府統計 10 ] |
| 1920年（大正09年） | 3,414           | [ 東京府統計 11 ] |
| 1922年（大正11年） | 8,806           | [ 東京府統計 12 ] |
| 1923年（大正12年） | 8,087           | [ 東京府統計 13 ] |
| 1924年（大正13年） | 10,717          | [ 東京府統計 14 ] |
| 1925年（大正14年） | 11,854          | [ 東京府統計 15 ] |
| 1926年（昭和元年） | 12,828          | [ 東京府統計 16 ] |
| 1927年（昭和02年） | 13,436          | [ 東京府統計 17 ] |
| 1928年（昭和03年） | 14,430          | [ 東京府統計 18 ] |
| 1929年（昭和04年） | 15,300          | [ 東京府統計 19 ] |
| 1930年（昭和05年） | 14,767          | [ 東京府統計 20 ] |
| 1931年（昭和06年） | 14,476          | [ 東京府統計 21 ] |
| 1932年（昭和07年） | 14,405          | [ 東京府統計 22 ] |
| 1933年（昭和08年） | 14,690          | [ 東京府統計 23 ] |
| 1934年（昭和09年） | 14,664          | [ 東京府統計 24 ] |
| 1935年（昭和10年） | 14,915          | [ 東京府統計 25 ] |

### 各年度1日平均上車人次（1953年－2000年）
| 年度               | 國鐵 / JR東日本 | 都營地下鐵 | 來源              |
| ------------------ | --------------- | ---------- | ----------------- |
| 1953年（昭和28年） | 22,859          | 未 開 業   | [ 東京都統計 1 ]  |
| 1954年（昭和29年） | 23,941          | 未 開 業   | [ 東京都統計 2 ]  |
| 1955年（昭和30年） | 26,073          | 未 開 業   | [ 東京都統計 3 ]  |
| 1956年（昭和31年） | 27,735          | 未 開 業   | [ 東京都統計 4 ]  |
| 1957年（昭和32年） | 31,141          | 未 開 業   | [ 東京都統計 5 ]  |
| 1958年（昭和33年） | 33,350          | 未 開 業   | [ 東京都統計 6 ]  |
| 1959年（昭和34年） | 35,769          | 未 開 業   | [ 東京都統計 7 ]  |
| 1960年（昭和35年） | 38,068          | 未 開 業   | [ 東京都統計 8 ]  |
| 1961年（昭和36年） | 37,617          | 未 開 業   | [ 東京都統計 9 ]  |
| 1962年（昭和37年） | 38,210          | 未 開 業   | [ 東京都統計 10 ] |
| 1963年（昭和38年） | 39,833          | 未 開 業   | [ 東京都統計 11 ] |
| 1964年（昭和39年） | 40,822          | 未 開 業   | [ 東京都統計 12 ] |
| 1965年（昭和40年） | 41,186          | 未 開 業   | [ 東京都統計 13 ] |
| 1966年（昭和41年） | 43,628          | 未 開 業   | [ 東京都統計 14 ] |
| 1967年（昭和42年） | 43,125          | 未 開 業   | [ 東京都統計 15 ] |
| 1968年（昭和43年） | 42,388          | 未 開 業   | [ 東京都統計 16 ] |
| 1969年（昭和44年） | 35,917          | 未 開 業   | [ 東京都統計 17 ] |
| 1970年（昭和45年） | 34,060          | 未 開 業   | [ 東京都統計 18 ] |
| 1971年（昭和46年） | 34,399          | 未 開 業   | [ 東京都統計 19 ] |
| 1972年（昭和47年） | 34,762          | 未 開 業   | [ 東京都統計 20 ] |
| 1973年（昭和48年） | 33,984          | 未 開 業   | [ 東京都統計 21 ] |
| 1974年（昭和49年） | 34,175          | 未 開 業   | [ 東京都統計 22 ] |
| 1975年（昭和50年） | 34,727          | 未 開 業   | [ 東京都統計 23 ] |
| 1976年（昭和51年） | 35,726          | 未 開 業   | [ 東京都統計 24 ] |
| 1977年（昭和52年） | 34,918          | 未 開 業   | [ 東京都統計 25 ] |
| 1978年（昭和53年） | 34,912          | 未 開 業   | [ 東京都統計 26 ] |
| 1979年（昭和54年） | 33,822          | 未 開 業   | [ 東京都統計 27 ] |
| 1980年（昭和55年） | 31,211          | 未 開 業   | [ 東京都統計 28 ] |
| 1981年（昭和56年） | 32,077          | 未 開 業   | [ 東京都統計 29 ] |
| 1982年（昭和57年） | 31,395          | 未 開 業   | [ 東京都統計 30 ] |
| 1983年（昭和58年） | 30,765          | 未 開 業   | [ 東京都統計 31 ] |
| 1984年（昭和59年） | 31,356          | 未 開 業   | [ 東京都統計 32 ] |
| 1985年（昭和60年） | 31,178          | 未 開 業   | [ 東京都統計 33 ] |
| 1986年（昭和61年） | 32,211          | 未 開 業   | [ 東京都統計 34 ] |
| 1987年（昭和62年） | 33,292          | 未 開 業   | [ 東京都統計 35 ] |
| 1988年（昭和63年） | 33,685          | 未 開 業   | [ 東京都統計 36 ] |
| 1989年（平成元年） | 33,762          | 未 開 業   | [ 東京都統計 37 ] |
| 1990年（平成02年） | 34,581          | 未 開 業   | [ 東京都統計 38 ] |
| 1991年（平成03年） | 36,361          | 未 開 業   | [ 東京都統計 39 ] |
| 1992年（平成04年） | 36,674          | 未 開 業   | [ 東京都統計 40 ] |
| 1993年（平成05年） | 36,616          | 未 開 業   | [ 東京都統計 41 ] |
| 1994年（平成06年） | 34,997          | 未 開 業   | [ 東京都統計 42 ] |
| 1995年（平成07年） | 34,213          | 未 開 業   | [ 東京都統計 43 ] |
| 1996年（平成08年） | 35,312          | 未 開 業   | [ 東京都統計 44 ] |
| 1997年（平成09年） | 35,158          | 4,544      | [ 東京都統計 45 ] |
| 1998年（平成10年） | 37,797          | 6,329      | [ 東京都統計 46 ] |
| 1999年（平成11年） | 38,730          | 7,754      | [ 東京都統計 47 ] |
| 2000年（平成12年） | 38,891          | 8,436      | [ 東京都統計 48 ] |

### 各年度1日平均上車人次（2001年以後）
| 年度               | JR東日本 | 都營地下鐵 | 來源              |
| ------------------ | -------- | ---------- | ----------------- |
| 2001年（平成13年） | 38,861   | 9,858      | [ 東京都統計 49 ] |
| 2002年（平成14年） | 39,550   | 10,504     | [ 東京都統計 50 ] |
| 2003年（平成15年） | 39,369   | 11,003     | [ 東京都統計 51 ] |
| 2004年（平成16年） | 38,878   | 11,162     | [ 東京都統計 52 ] |
| 2005年（平成17年） | 38,653   | 11,329     | [ 東京都統計 53 ] |
| 2006年（平成18年） | 38,918   | 11,726     | [ 東京都統計 54 ] |
| 2007年（平成19年） | 39,548   | 12,243     | [ 東京都統計 55 ] |
| 2008年（平成20年） | 39,920   | 12,498     | [ 東京都統計 56 ] |
| 2009年（平成21年） | 39,653   | 12,421     | [ 東京都統計 57 ] |
| 2010年（平成22年） | 39,332   | 12,448     | [ 東京都統計 58 ] |
| 2011年（平成23年） | 38,301   | 11,939     | [ 東京都統計 59 ] |
| 2012年（平成24年） | 38,815   | 12,460     | [ 東京都統計 60 ] |
| 2013年（平成25年） | 39,554   | 12,965     | [ 東京都統計 61 ] |
| 2014年（平成26年） | 39,102   | 13,058     | [ 東京都統計 62 ] |
| 2015年（平成27年） | 40,215   | 13,455     | [ 東京都統計 63 ] |
| 2016年（平成28年） | 40,537   | 13,592     | [ 東京都統計 64 ] |
| 2017年（平成29年） | 40,855   | 13,666     | [ 東京都統計 65 ] |
| 2018年（平成30年） | 41,234   | 13,581     | [ 東京都統計 66 ] |
| 2019年（令和元年） | 41,200   |            |                   |

備註
1. ↑  1906年6月14日開業。
2. ↑  1997年12月19日開業。開業日起至翌年3月31日為止合計103日間資料。

## 車站周邊

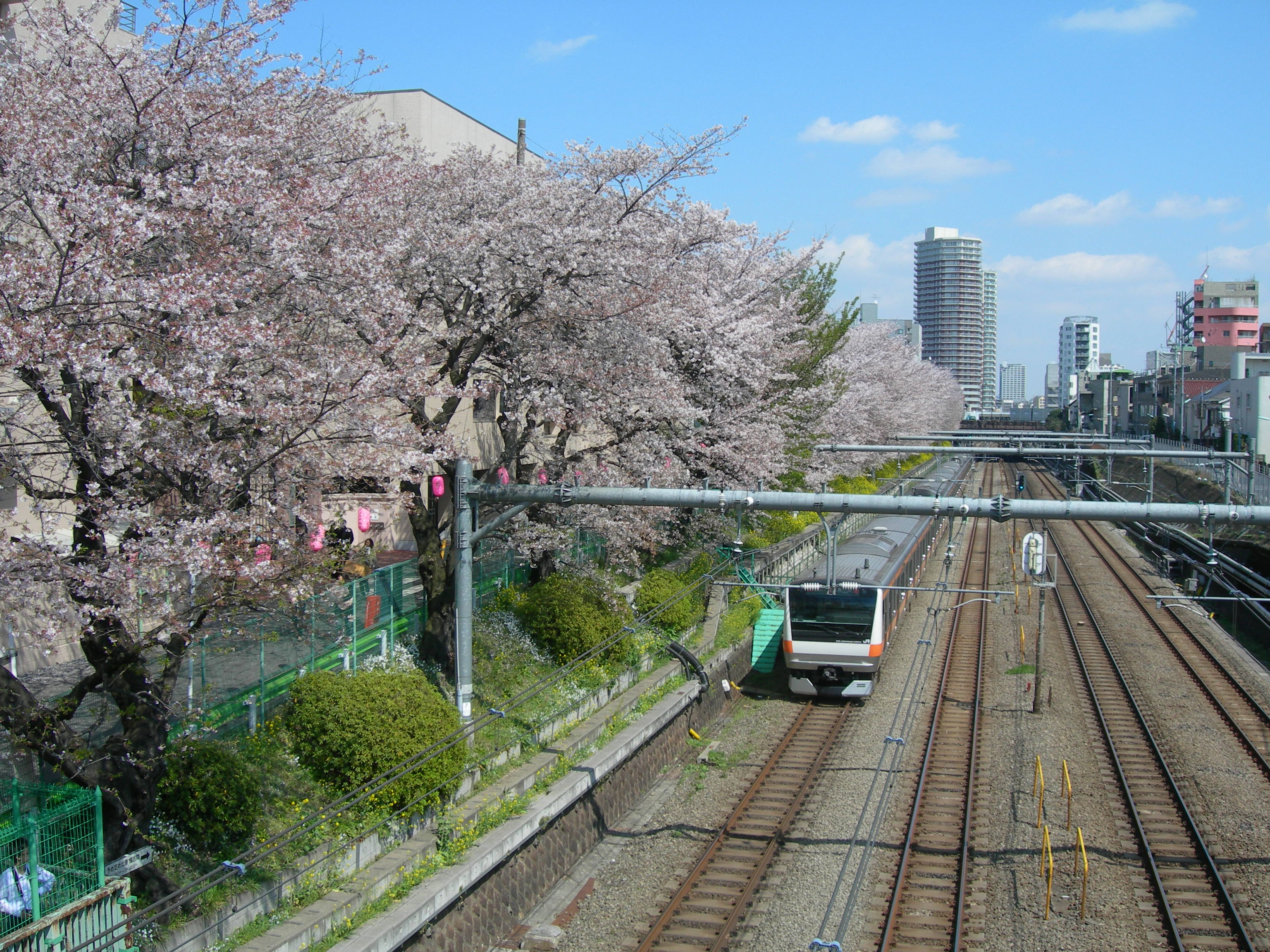
車站西方的櫻花樹

中央線車站西方山手通櫻川橋前、明大中野高校側（北側急行線側）線路旁種有櫻花樹，線路土堤上則種有油菜花，在春季是知名的攝影景點。

### 西口
- 山手通
  - 東京地下鐵東西線落合站
- 東中野銀座通商店街
- polepole東中野（ポレポレ東中野）（電影院）
- 明治大學附屬中野中學校、高等學校（日语：明治大学付属中野中学校・高等学校）
- 款待旅遊專門學校（日语：ホスピタリティツーリズム専門学校）
- 三菱東京UFJ銀行東中野支店
- 西京信用金庫（日语：西京信用金庫）東中野支店
- SUMMIT東中野店
- LIFE（日语：ライフコーポレーション）東中野店

### 東口
- 神田川
- 中野區立東中野圖書館（日语：中野区立図書館）
- 中野警察署（日语：中野警察署 (東京都)）東中野站前交番
- 東中野郵便局
- 東中野本通商店街
- 東中野名店會商店街
- Unison Square（日语：ユニゾンスクエア） - 高層公寓與商業設施組成的再開發地區。
- 專門學校東京技術學院（日语：専門学校東京テクニカルカレッジ）

## 路線巴士
2015年西口站前廣場整備完成後，巴士圓環內新設西武巴士與關東巴士的「東中野站西口」巴士站。車站周邊的各巴士站也隨之更名，西武巴士在山手通上的巴士站為「東中野」，關東巴士在車站北側道路的巴士站為「東中野站大江戶線口」、「東中野站入口」、「東中野站東口」。
東中野站西口（西武巴士、關東巴士）
宿20、宿20-2：往新宿站西口（通過池袋方向）
百01：往高田馬場站
東中野（西武巴士）
宿20、宿20-2：往西武百貨店（池袋站東口）／往新宿站西口
東中野站大江戶線口、東中野站入口、東中野站東口（關東巴士）
百01：往高田馬場站

## 相鄰車站
東日本旅客鐵道
 中央·總武線（各站停車）
大久保（JB 09）－東中野（JB 08）－中野（JB 07）
 都營地下鐵
 大江戶線
中野坂上（E 30）－東中野（E 31）－中井（E 32）

## 外部連結
- 車站資訊（東中野）：東日本旅客鐵道
- 東中野 - 東京都交通局